# دریک دورمس
دریک دورمس (انگلیسی: Drake Doremus؛ زادهٔ ۲۹ مارس ۱۹۸۳) کارگردان و فیلم نامه‌نویس ایالات متحده آمریکا است. دورمس در بنیاد فیلم آمریکا به عنوان جوانترین عضوی که در این بنیاد پذیرفته شده در رشته کارگردانی تحصیل کرده‌است.

## فیلمشناسی

### فیلم های بلند
| سال         | نام فیلم                    | توضیحات                      |
| ----------- | --------------------------- | ---------------------------- |
| ۲۰۰۶        | Moonpie                     | کارگردان، نویسنده            |
| ۲۰۰۸        | Spooner                     | کارگردان، داستان‌نویس         |
| ۲۰۱۰        | دوشبگ                       | کارگردان، نویسنده            |
| ۲۰۱۱        | دیوانه‌وار                   | کارگردان، نویسنده            |
| ۲۰۱۲        | زیبایی درون                 | کارگردان                     |
| ۲۰۱۳        | دَم                          | کارگردان، نویسنده            |
| ۲۰۱۵        | برابرها                     | کارگردان، داستان‌نویس         |
| ۲۰۱۷        | تازه بودن                   | کارگردان، تهیه‌کننده          |
| ۲۰۱۸        | زوئه                        | کارگردان، تهیه‌کننده          |
| درحال تولید | Untitled Drake Doremus film | کارگردان، تهیه‌کننده، نویسنده |